# 25 to Life
25 to Life est un jeu vidéo de tir à la troisième personne développé par Avalanche Software et édité par Eidos Interactive, sorti en 2006 sur Windows, PlayStation 2 et Xbox.

## Accueil
- GameSpot : 5,6/10[1]